# Mentor-on-the-Lake
Mentor-on-the-Lake és una població dels Estats Units a l'estat d'Ohio. Segons el cens del 2000 tenia 8.127 habitants.

## Demografia
Segons el cens del 2000, Mentor-on-the-Lake tenia 8.127 habitants, 3.304 habitatges, i 2.230 famílies. La densitat de població era de 1.925,1 habitants per km².
Dels 3.304 habitatges en un 31,6% hi vivien nens de menys de 18 anys, en un 52,6% hi vivien parelles casades, en un 10,7% dones solteres, i en un 32,5% no eren unitats familiars. En el 26,6% dels habitatges hi vivien persones soles el 8% de les quals corresponia a persones de 65 anys o més que vivien soles. El nombre mitjà de persones vivint en cada habitatge era de 2,46 i el nombre mitjà de persones que vivien en cada família era de 3.
Per edats la població es repartia de la següent manera: un 24,6% tenia menys de 18 anys, un 8,6% entre 18 i 24, un 33,9% entre 25 i 44, un 22,4% de 45 a 60 i un 10,5% 65 anys o més.
L'edat mediana era de 35 anys. Per cada 100 dones de 18 o més anys hi havia 91,7 homes.
La renda mediana per habitatge era de 44.871 $ i la renda mediana per família de 50.802 $. Els homes tenien una renda mediana de 38.049 $ mentre que les dones 26.168 $. La renda per capita de la població era de 20.717 $. Aproximadament el 4,2% de les famílies i el 5,7% de la població estaven per davall del llindar de pobresa.

## Poblacions més properes
El següent diagrama mostra les poblacions més properes.